# ジュビア (プロレスラー)
ジュビア（Lluvia、1984年8月9日 - ）は、メキシコの女性プロレスラー。メキシコシティ出身。CMLL所属。テクニカのマスクウーマン。父はAndrés Durán Reyes。娘はタバタ。

## 来歴
プロレス入り前は大学で心理学を学んでいた。
父の下でトレーニングを積み、2008年4月30日デビュー。
その後数ヶ月はCMLLを目指しエル・サタニコとウルティモ・ゲレーロの下でトレーニング。2009年初頭、CMLLの「torneo cibernetico」に出場し優勝。2011年6月14日、ラ・アマポーラの持つCMLL世界女子王座に挑むが、敗れる。
2011年12月6日、ルナ・マヒカと組み、ラ・コマンダンテ、セウシスが持つREINA世界タッグ王座の奪取成功。
このタッグベルトを掲げ2012年明けにREINAに来日。1月29日、カサンドラ、シルエタ相手に防衛成功。
日本では石橋葵、上林愛貴相手に防衛を果たす。しかし、日本最終戦となる3月24日にセウシス、下田美馬に敗れ王座陥落。

## 得意技
- Octopus Cradle[3]

## タイトル歴
CMLL
- 第4代CMLL日本女子王座
- 第2代CMLL世界女子タッグチーム王座（パートナーはテッサ・ブランチャード）

REINA女子プロレス
- 第2代REINA世界タッグ王座（パートナーはルナ・マヒカ）